# Lijst van heersers van Oost-Friesland
Dit is een lijst van graven en vorsten van Oost-Friesland

## Graven uit het geslacht derBrunonen
| Naam                  | Periode     | Opmerkingen                 |
| --------------------- | ----------- | --------------------------- |
| Liudolf van Brunswijk | ? - 1038    | + graaf in Midden-Friesland |
| Bruno II              | 1038 - 1057 | + graaf in Midden-Friesland |
| Egbert I              | 1057 - 1068 | + graaf in Midden-Friesland |
| Egbert II             | 1068 - 1088 | + graaf in Midden-Friesland |

## Heersers uit het geslachtCirksena
| Regering     | Naam                                | Geboren    | Overleden  | Familie               |
| ------------ | ----------------------------------- | ---------- | ---------- | --------------------- |
| 1464-1466    | Ulrich I                            |            | 27-9-1466  |                       |
| 1466-1486    | Theda Ukena                         | 1434?      | 17-9-1494  | echtgenote (regentes) |
| 1466/86-1491 | Enno I                              | 1-6-1460   | 22-2-1491  | zoon                  |
| 1491-1528    | Edzard I                            | 14-2-1462  | 16-2-1528  | broer                 |
| 1528-1532    | Ulrich (II)                         | 1499       | 1532       | zoon                  |
| 1528-1540    | Enno II                             | -8-1505    | 24-9-1540  | broer                 |
| 1540-1561    | Anna van Oldenburg                  | 14-11-1501 | 10-11-1575 | echtgenote (regentes) |
| 1540/61-1599 | Edzard II                           | 20-6-1532  | 1-3-1599   | zoon                  |
| 1599-1625    | Enno III                            | 30-9-1563  | 19-8-1625  | zoon                  |
| 1625-1628    | Rudolf Christiaan                   | 25-6-1602  | 17-6-1628  | zoon                  |
| 1628-1648    | Ulrich II                           | 16-7-1605  | 1-11-1648  | broer                 |
| 1648-1651    | Juliana van Hessen-Darmstadt        | 14-4-1606  | 15-1-1659  | echtgenote (regentes) |
| 1648/51-1660 | Enno Lodewijk                       | 29-10-1632 | 4-4-1660   | zoon                  |
| 1660-1665    | George Christiaan                   | 6-2-1634   | 6-6-1665   | broer                 |
| 1665-1690    | Christina Charlotte van Württemberg | 21-10-1645 | 16-5-1699  | echtgenote (regentes) |
| 1665/90-1708 | Christiaan Everhard de Vreedzame    | 1-10-1665  | 30-6-1708  | zoon                  |
| 1708-1734    | George Albrecht                     | 13-6-1690  | 12-6-1734  | zoon                  |
| 1734-1744    | Karel Edzard                        | 18-6-1716  | 25-5-1744  | zoon                  |

## Onder vreemde heerschappij (vanaf 1744)
| Naam                | Periode     | Land                | Opmerkingen |
| ------------------- | ----------- | ------------------- | --- |
| Frederik II         | 1744 - 1786 | Pruisen             | Vorst van Oost-Friesland |
| Frederik Willem II  | 1786 - 1797 | Pruisen             | Vorst van Oost-Friesland |
| Frederik Willem III | 1797 - 1807 | Pruisen             | Vorst van Oost-Friesland. Oost-Friesland werd in 1806 bezet door Frankrijk en bij de Vrede van Tilsit in 1807 afgestaan                                   |
| Lodewijk Napoleon   | 1807 - 1810 | Holland             | |
| Lodewijk II         | 1810 - 1810 | Holland             | |
| Napoleon            | 1810 - 1813 | Franse Keizerrijk   | |
| Frederik Willem III | 1813 - 1815 | Pruisen             | Vorst van Oost-Friesland. Moest in 1815 op het Congres van Wenen Oost-Friesland afstaan.                                                                  |
| George III          | 1815 - 1820 | Hannover            | Tevens koning van Groot-Brittannië en Ierland |
| George IV           | 1820 - 1830 | Hannover            | Tevens koning van Groot-Brittannië en Ierland |
| Willem IV           | 1830 - 1837 | Hannover            | Tevens koning van Groot-Brittannië en Ierland |
| Ernst August I      | 1837 - 1851 | Hannover            | |
| George V            | 1851 - 1866 | Hannover            | Hannover werd in 1866 door Pruisen bezet en als Pruisische provincie geannexeerd.                                                                         |
| Wilhelm I           | 1866 - 1888 | Pruisen / Duitsland | Vanaf 1870 tevens keizer van Duitsland. In 1885 wordt het vorstendom Oost-Friesland omgevormd tot regierungsbezirk Aurich.                                |
| Frederik III        | 1888 - 1888 | Pruisen / Duitsland | Tevens keizer van Duitsland |
| Wilhelm II          | 1888 - 1918 | Pruisen / Duitsland | Tevens keizer van Duitsland. Na de nederlaag in de Eerste Wereldoorlog wordt de republiek uitgeroepen (Weimarrepubliek) en vlucht Wilhelm naar Nederland. |

## Binnen de Duitse republiek (sinds 1918)
Oost-Friesland bleef onder de vrijstaat Pruisen vallen tot de opheffing in 1947. Sindsdien hoort het gebied bij de deelstaat Nedersaksen. In 1978 verdwijnt met de opheffing van het regierungsbezirk Aurich ook de laatste politieke eenheid binnen Oost-Friesland.